# Ausbluten (Textilverarbeitung)
Ausbluten ist die Abgabe von überschüssigem Farbstoff an das umgebende Wasser beim Waschen von neuen Textilien. Ursache für das Ausbluten ist das Überschreiten der Farbsättigungsgrenze (Affinität) des Textils in der Färberei oder keine ausreichende Fixierung der Farbe. Ausbluten kann auch durch eine unsachgemäße Wäschebehandlung verursacht werden, etwa durch zu heißes Waschen. 
Das Ausbluten kann erwünscht sein, um Auswascheffekte wie Vintage oder Used-Look (siehe Jeans-Waschungen) zu erzielen.